# 盛祖嘉
盛祖嘉（1916年5月21日—2015年4月28日），男，浙江嘉兴人，中国微生物学家，复旦大学教授，曾任中国微生物学会理事，中国遗传学会常务理事。

## 家庭
妻子沈仁权。